# Jonas Poher Rasmussen
Jonas Poher Rasmussen (Kalundborg, 19 maggio 1981) è un regista e sceneggiatore danese.

## Biografia
Nato a Kalundborg, in Danimarca nel 1981, Rasmussen dirige il suo primo film nel 2002, intitolato Easa 2002. Per diversi anni si dedica alle produzioni di cortometraggi e miniserie TV e, nel 2011, esce il suo nuovo film, Room 304, che riscuote tanti consensi da parte del pubblico europeo. Il successo vero e proprio arriva, però, dieci anni dopo, nel 2021, quando scrive e dirige il film Flee, che riceve il plauso dalla critica, ottenendo tre candidature ai Premi Oscar 2022, come miglior film d'animazione, miglior film straniero e miglior documentario.

## Filmografia

### Regista
- Easa 2002 (2003)
- Room 304 (2011)
- Searching For Bill (2012)
- What He Did (2015)
- Flee (2021)

### Sceneggiatore
- Room 304 (2011)
- Searching For Bill (2012)
- What He Did (2015)
- Rita (2015-2020)
- Flee (2021)

## Riconoscimenti
- Premio Oscar
  - 2022 – Candidatura al miglior film d'animazione per Flee
- Premio BAFTA
  - 2022 – Candidatura al miglior documentario per Flee
  - 2022 – Candidatura al miglior film d'animazione per Flee
- Critics' Choice Documentary Awards
  - 2022 – Candidatura al miglior regista per Flee